# Tátrum
Tátrum (264 m n. m.) je vrch v okrese Hradec Králové v Královéhradeckém kraji. Leží asi 1 km zjz. od obce Klamoš na jejím katastrálním území.

## Geomorfologické zařazení
Geomorfologicky vrch náleží do celku Východolabská tabule, podcelku Chlumecká tabule a okrsku Dobřenická plošina.

## Etymologie
Název Tátrum pravděpodobně pochází ze zkomoleného latinského slova „theatrum“ – divadlo. Mohlo jít tedy o místo uzpůsobené k divadelním představení či stavbě betléma.